# パッサージュ -硝子の空の記憶-
『パッサージュ-硝子の空の記憶-』（パッサージュ がらすのそらのきおく）は、宝塚歌劇団の舞台作品。雪組公演。形式名は「レビュー・ロマネスク」。12場。
作・演出は荻田浩一。併演作品は宝塚・東京が『猛き黄金の国』、博多座が『凱旋門』。

## 解説
※『宝塚歌劇100年史（舞台編）』の宝塚大劇場公演参考。
鉄とガラスで作られた古いアーケード、「パッサージュ」。レトロな雰囲気そのままに、昔のパリにタイムスリップしたかのようなノスタルジックな世界を描き出すレビュー。作者初のレビュー作品となる今作は、レビューの醍醐味である悠々とした、優雅な雰囲気を醸し出すと同時に、ガラスのように繊細で透き通った、かつての記憶をひととき呼び覚ますような幻想的な世界が広がった。
博多座公演は内容を一部変更している。

## 公演期間と公演場所
- 2001年2月23日 - 4月2日　宝塚大劇場[1]
- 2001年5月11日 - 6月24日　東京宝塚劇場[2]
- 2001年8月1日 - 8月23日　博多座[3]

## スタッフ（宝塚・東京）
※氏名の後ろに「宝塚」、「東京」の文字がなければ両公演共通。
- 作曲[1]・編曲[1]：高橋城/甲斐正人/斉藤恒芳
- 編曲：鞍富真一（東京）[2]、木川田新[1]
- 音楽指揮：佐々田愛一郎（宝塚）[1]、清川知己（東京）[2]
- 振付[1]：伊賀裕子/御織ゆみ乃/川崎悦子/平沢智
- 装置：大橋泰弘[1]
- 衣装：任田幾英[1]
- 照明：勝柴次朗[1]
- 歌唱指導：楊淑美[1]
- 仮面美術：清水千華[1]
- 音響：切江勝[1]
- 小道具：田中武彦[1]
- 効果：扇野信夫[1]
- 演出助手：児玉明子[1]
- 振付助手：渡辺聡美[1]
- 小道具：田中武彦[1]
- 音楽助手：青木朝子[1]
- 装置補：新宮有紀[1]
- 装置助手：國包洋子[1]
- 衣装補：河底美由紀[1]
- 小道具補：谷田祥一[1]
- 舞台進行：表原渉[1]
- 舞台美術製作：株式会社宝塚舞台[1]
- 演奏：宝塚歌劇オーケストラ（宝塚）[1]
- 演奏コーディネート：株式会社内藤音楽事務所（東京）[2]
- 衣装生地提供：日東紡績株式会社[1]
- 制作：村上信夫[1]

## 特別出演（宝塚・東京）
※氏名の後ろの（）は2001年当時の所属組。
- 萬あきら（専科）[1][2]
- 絵麻緒ゆう（専科）[1][2]
- 湖月わたる（専科）[1][2]

## 休演者（東京）
- 奏乃はると[2]

## 主な配役

### 宝塚・東京
※下記のデータは「宝塚」、「東京」共通。
- 詩人、紳士S、歌手S、地獄の王、フェステの男S、男S、ル・バルの紳士S、パレードの紳士S - 轟悠[1]
- 淑女S、女、フェステの女S、女S、ル・バルの淑女S、パレードの淑女S - 月影瞳[1]
- 紳士A、青年、フェステの男A、ル・バルの紳士A、パレードの紳士A - 絵麻緒ゆう[1]
- 紳士A、若者、フェステの男A、男A、極楽鳥S、ル・バルの紳士A、パレードの紳士A - 湖月わたる[1]
- 紳士B、ジゴロA、フェステの男A、エスポワールの歌手、ル・バルの紳士A、パレードの紳士B - 成瀬こうき[1]
- 天使、紳士B、堕天使A、フェステの男A、ル・バルの紳士A、パレードの紳士B - 朝海ひかる[5]
- 少女、淑女A、フェステの女A、ロマネスクの淑女A - 紺野まひる[6]

### 博多座
- 紳士S、フェステの男S - 轟悠[3]
- 淑女S、女、フェステの女S、極楽鳥S - 月影瞳[3]
- 紳士A、フェステの男A、ル・バルの紳士A、パレードの紳士A - 絵麻緒ゆう[3]
- 紳士A、片思いの男、マスカレードの歌手、フェステの男A、ル・バルの紳士A、パレードの紳士A - 汐風幸[3]
- 紳士B、若者、フェステの男A、ル・バルの紳士A、パレードの紳士B - 成瀬こうき[3]
- 堕天使 - 天勢いづる[3]
- 少女 - 千咲毬愛[3]